# Mormant
Mormant é uma comuna francesa localizada na região administrativa da Île-de-France, no departamento Sena e Marne. A comuna possui 3603 habitantes segundo o censo de 1990.